# Eifelrennen

Das aktuelle Logo des Eifelrennens

Das Eifelrennen ist ein Motorsportwettbewerb, der seit 1922 vom ADAC in der Eifel veranstaltet wird. Ausgetragen wurde er von 1922 bis 1926 auf einem 33,2 km langen Rundkurs auf öffentlichen Schotterstraßen, der von Nideggen aus über Wollersheim–Vlatten–Heimbach–Hasenfeld–Schmidt–Brück zurück nach Nideggen führte. Mit ihren 86 Kurven bei einem zu überwindenden Höhenunterschied von 265 m ähnelte die Strecke der Targa Florio in Sizilien. 1927 wurde das Rennen auf den neuen Nürburgring verlegt.

## Geschichte

### Beginn als „Eifelrundfahrt“ in Nideggen
In den ersten Jahren von 1922 bis 1926 wurden die Rennen der verschiedenen Wagenklassen zumindest teilweise noch gleichzeitig gestartet, aber über unterschiedliche Distanzen ausgetragen (5, 6, 8, 10, 12 und 15 Runden, je nach Klasse) und unabhängig voneinander gewertet. Die Wagen wurden in Abständen von 30 Sekunden einzeln ins Rennen geschickt, zuerst die Sportwagen, dann die Rennwagen. Möglicherweise starteten anfangs auch noch Motorräder gemeinsam mit den Automobilen.
Das erste Eifelrennen startete am 15. Juli 1922 als „Eifelrundfahrt“ vom Parkplatz der Burg Nideggen. Eine Einteilung nach Sport-, Touren- oder Rennwagen sowie nach Privatfahrern und Werksfahrern gab es noch nicht. Das Fahrerlager war eine eingezäunte Wiese an der Nideggener Burg. Die Fahrer schliefen, für die damalige Zeit exklusiv, im Turm der Burg. Beim ersten Rennen hatte es geregnet und alle fuhren durch knöcheltiefen Schlamm auf dem Parcours.

Links der Sieger der ersten Eifelrundfahrt Volkhart und rechts der Zweitplatzierte Noll, beide auf Steiger. (Foto kurz nach der Eifelrundfahrt 1922 auf dem Werksgelände der Firma Steiger)

Als Erste starteten um 05:25 Uhr die Hilfsmotorräder. Sie hatten außer den Motoren mit 1,5 bis 2 PS noch Pedale zum Mittreten. Sie mussten zwei Runden (66,4 km) fahren. Gesamtsieger bei den Automobilen wurde nach 5 Runden (166 km) in der Klasse bis 18 PS der Düsseldorfer Werksfahrer Kurt C. Volkhart mit einem Steiger mit 2:07:00 Stunden. Zweiter in der Gesamtwertung wurde sein Werkskollege Alfred Noll, der schnellste aus der Klasse bis 10 PS mit 2:18:00 Stunden. Fritz und Hans von Opel wurden Klassensieger in der Klasse bis 8 PS sowie Dritte der Gesamtwertung; sie absolvierten die Strecke in 2:19:30 Stunden.
Der damals 21-jährige Rudolf Caracciola nahm mit einem Wagen teil, den sein Onkel ihm in Aachen in seiner Fafnir-Werkstatt gebaut hatte. Er kam aber – im Gegensatz zu seinen späteren großen Erfolgen auf Mercedes und Alfa Romeo – nicht ans Ziel.
1923 fiel das Rennen in der Zeit des passiven Widerstandes gegen die Besatzungsmacht aus.
Die zweite Eifelrundfahrt dauerte vom 17. bis 19. Juli 1924. Am ersten Renntag regnete es fast ununterbrochen. Danach staubte es nur noch. Die Straßen waren noch nicht asphaltiert. Beim Motorradrennen am ersten Tag siegte Franz Bieber aus München auf einer BMW.
Der zweite Tag war stürmisch mit Hagelschauern. Der Nideggener Hotelier hatte unterhalb der Danzley, einem Felsen in den Serpentinen von Nideggen nach Brück, für 3000 Zuschauer eine Holztribüne mit Dach aufbauen lassen, die ein Opfer des Unwetters wurde. Wetzka und Haide aus Wien siegten in 5 Stunden und 10 Minuten auf der 330 km langen Strecke (10 Runden).
Die dritte Eifelrundfahrt vom 18. bis 20. Juni 1925 kostete den ADAC 70.000 Reichsmark (entspricht heute ca. 325.000 Euro). Italienische Fahrer aus Genua und deutsche aus Köln lieferten sich erbitterte Gefechte. Die Italiener siegten. Das Rennen forderte drei Menschenleben. Gustav Münz aus Düren fuhr mit einem umgebauten Ford Modell T und musste mehrmals das Rennen wegen Schäden unterbrechen.
Die vierte Eifelrundfahrt fand vom 11. bis 13. Juni 1926 statt. Die Dürener feierten Gustav Münz als Sieger bei den Rennwagen über 2000 Kubikzentimeter Hubraum mit einer Zeit von 6:07:07 über 12 Runden. Henry Ford persönlich gratulierte Münz mit einer Automobil-historischen Postkarte.

### Seit 1927 „ADAC-Eifelrennen“ auf dem Nürburgring
Ortsdurchfahrten im Renntempo waren gefährlich und Straßensperrungen für die Bewohner lästig. Deshalb entstanden früh Pläne zum Bau einer permanenten Rennstrecke in der Eifel, die in den Jahren 1925 bis 1927 als Nürburgring verwirklicht wurden.

### Eröffnungsrennen

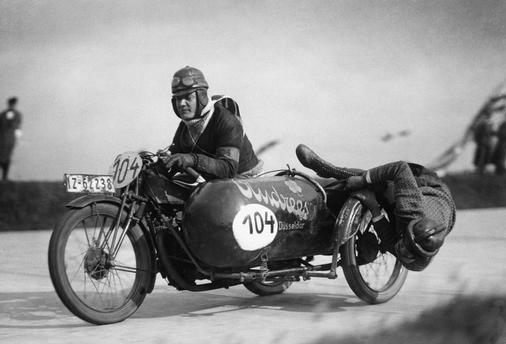
Sieger Gespanne: Heinz Kürten beim Eröffnungsrennen 1927, auf Andrees

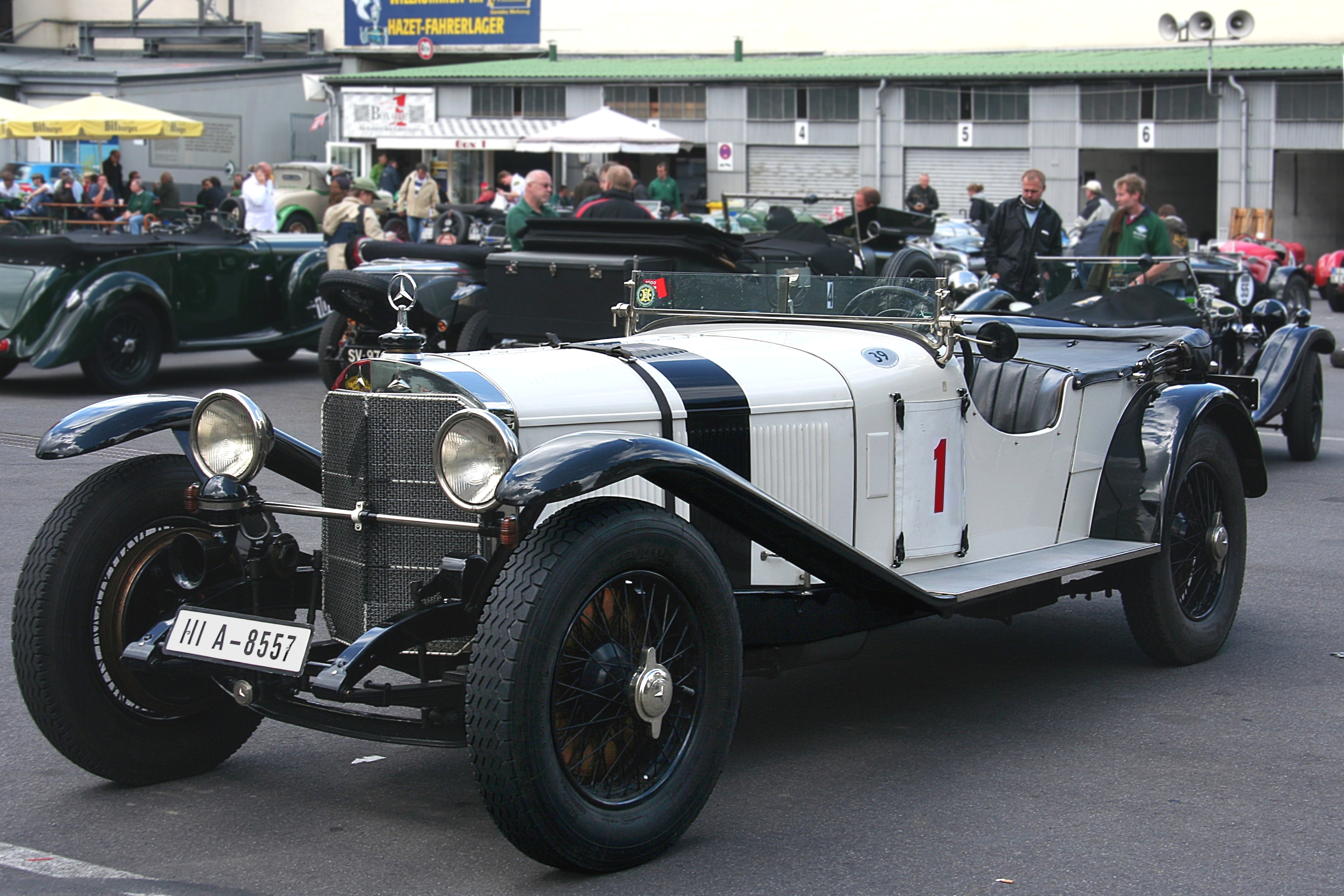
Mercedes-Benz Typ S, wie ihn Caracciola 1927 fuhr, 2007 beim Oldtimer Festival des DAMC 05

Am 18. und 19. Juni 1927 wurde die neue „Gebirgs- und Prüfstrecke“ mit dem „Eifelrennen“ eingeweiht.
Nach den Feierlichkeiten startete am Samstag um 14:30 Uhr mit der Klasse bis 350 cm³ der erste Motorradlauf, den der Düsseldorfer Rennfahrer Toni Ulmen auf einer 350er Velocette gewann (5 Runden = 141,5 km in 1:40:51,0 Stunden).
Danach starteten im Rennen 2 die Solomaschinen bis 1000 cm³ gemeinsam mit den Gespannen. Schnellster Motorradfahrer war der Münchner Toni Bauhofer, der in der Klasse bis 500 cm³ auf einer BMW sechs Runden bzw. 169,8 km in 1:53:4 Stunden fuhr; Durchschnitt: 89,2 km/h. In den Gespannklasse gewannen ebenfalls ein Düsseldorfer Clubkameraden von Ulmen, Heinz Kürten auf einem Andrees-Gespann mit einer Fahrzeit von 2:16:32 Stunden.
Am Sonntag um 10 Uhr startete der Lauf der Sportwagen über 5000 cm³, den Rudolf Caracciola mit einem kompressoraufgeladenen Mercedes-Benz Typ S in einer Zeit von 3:33:21,0 Stunden für 12 Runden auf dem Gesamtkurs bzw. 340,8 km gewann. Das entsprach einer Durchschnittsgeschwindigkeit von 96,5 km/h.
Fortan wurden alle Eifelrennen auf dem Nürburgring ausgetragen – meist im Frühjahr –, und zwar sowohl für Wagen als auch für Motorräder, allerdings nicht mehr auf dem Gesamtkurs, sondern entweder auf der Südschleife (1928 bis 1931 und 1958 bis 1968) oder der Nordschleife.

### Erste „Silberpfeile“ beim Eifelrennen
Beim Eifelrennen im Jahr 1934 wurde angeblich der Begriff Silberpfeil geprägt, der fortan die erfolgreichen Rennwagen von Mercedes bezeichnete. Nach der nicht unumstrittenen Legende schabten die Mercedes-Mechaniker in der Nacht vor dem Rennen den weißen Lack von den Autos ab, um die höchstzulässigen 750 kg der damaligen Rennformel nicht zu überschreiten, sodass das silberglänzende Metall der Karosserien freigelegt wurde. Sieger des Rennens in der Klasse der Wagen über 1500 cm³ wurde Manfred von Brauchitsch im Mercedes-Benz W 25 (15 Runden = 342,150 km in 2:47:36,4 Stunden). Insgesamt waren bei dem Rennen drei Wagen- und sieben Motorradklassen am Start.

### Boykott 1974

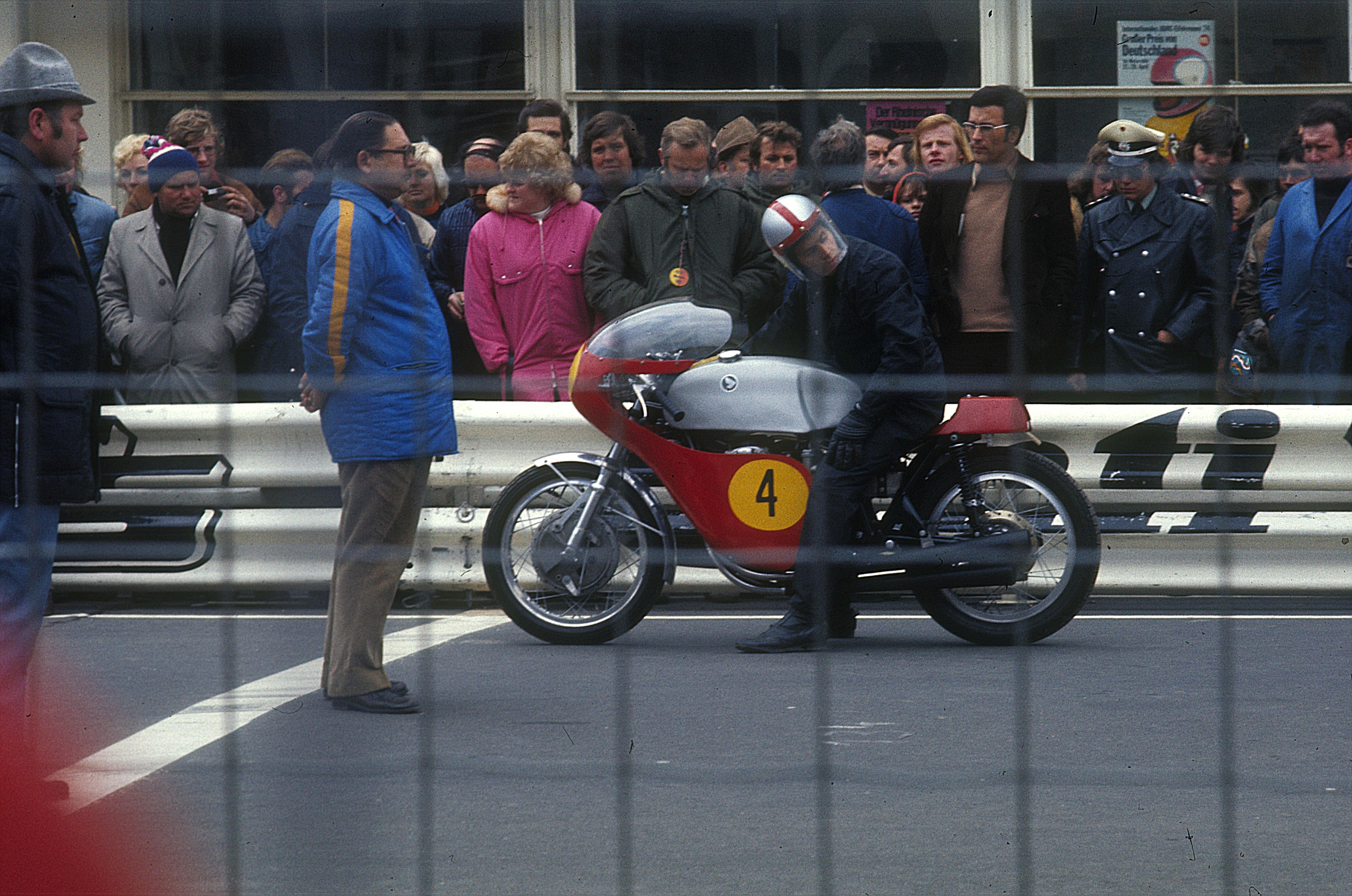
Boykott: Ob sonst kein Starter kommt?

Beim Eifelrennen 1974, bei dem abwechselnd Rennen von Autos und Motorrädern stattfinden sollten, kam es zum Boykott der Motorrad-Spitzenfahrer wegen der für den Mischbetrieb nötigen und von beiden Seiten kritisierten Kompromisse bei der Streckensicherung: Strohballen zum Schutz der Motorradfahrer seien eine Feuergefahr für Autos, könnten sie bei einem Aufprall eventuell hochkatapultieren, und Leitplanken seien lebensgefährlich für Motorradfahrer, hieß es. Letzteres bestätigte ein Sturz des Engländers Bill Henderson, der sich schwere Verletzungen zuzog. Das Rennen wurde vom Rennleiter Kurt Bosch trotzdem gestartet, aber nur noch wenige Fahrer traten daraufhin zum Start an. Folge des Boykotts war, dass es künftig keine gemischten Rennveranstaltungen mit Motorrad- und Autorennen mehr gab.

### Absage wegen Schneefall
1985 sollte neben anderen die Formel 3000 mit 15 Wagen und Fahrern wie Christian Danner und Emanuele Pirro beim Eifelrennen im Mai starten. Starke Schneefälle und Eis auf den Zufahrtsstraßen zum Nürburgring machten die Veranstaltung jedoch unmöglich. Der wirtschaftliche Schaden durch die Absage belief sich nach Schätzungen des ADAC auf rund eine halbe Million DM (entspricht heute ca. 540.000 Euro).

### Entwicklung nach 1985
Seit 1986 waren Läufe verschiedener Rennsportserien Inhalt des Eifelrennens, wie Deutsche Tourenwagen-Meisterschaft und Sport-Auto-Supercup für Rennwagen der Gruppe C. Hinzu kamen Rennen des Renault-5-Pokals, der Formel 3, des Porsche-944-turbo- sowie des Porsche-Carrera-Cups usw. 2004 fand das letzte Eifelrennen herkömmlicher Art statt, das gleichzeitig 1000-km-Rennen war. Damit endete die Serie der Veranstaltungen, in der ehedem aktuelle Wagen der verschiedensten Kategorien und bis 1974 auch Motorräder starteten.
Nach einer Pause von vier Jahren schrieb der ADAC als Veranstalter das Eifelrennen erstmals für historische Fahrzeuge aus, die in dieser neuen Art der Traditionsveranstaltung sowohl im sportlichen Wettbewerb als auch bei Demonstrationsfahrten zu sehen sind.
Von 2011 bis 2013 wurde das ADAC Eifelrennen vom Düsseldorfer ADAC-Ortsclub DAMC 05 ausgerichtet.
Zum 100-jährigen Jubiläum der „Eifelrundfahrt“ startete am 18. und 19. Juni 2022 eine Neuauflage mit historischen Fahrzeugen auf dem Eifelrundkurs. Teilnehmer auf der Strecke von Nideggen Richtung Bleibuir über Gemünd, Heimbach und Vossenack zurück nach Nideggen waren Autos und Motorräder der Baujahre bis 1939.

## ADAC-Eifelrennen-Sieger
Die Liste nennt die Sieger der jeweils leistungsstärksten Wagenklasse.
- 1922 Kurt C. Volkhart, Klasse bis 18 Steuer-PS (Steiger)
- 1923 – kein Eifelrennen –
- 1924 Wetzka und Haide (Austro-Daimler)
- 1925 Vittorio Rosa (Alfa Romeo)
- 1926 Gustav Münz (Ford)[7]
- 1927 Rudolf Caracciola, Sportwagen über 5000 cm³ (Mercedes-Benz)
- 1928 Otto Spandel, Sportwagen über 3000 cm³ (Steyr)
- 1929 H. Metz, Sportwagen bis 3000 cm³ (Imperia)
- 1930 Heinrich-Joachim von Morgen, Rennwagen über 1500 cm³ (Bugatti)
- 1931 Rudolf Caracciola, Wagen (Mercedes-Benz)
- 1932 Rudolf Caracciola, Wagen über 1500 cm³ (Alfa Romeo)
- 1933 Tazio Nuvolari, Wagen über 1500 cm³ (Alfa Romeo)
- 1934 Manfred von Brauchitsch, Wagen über 1500 cm³ (Mercedes-Benz)
- 1935 Rudolf Caracciola, Rennwagen über 1500 cm³ (Mercedes-Benz)
- 1936 Bernd Rosemeyer, Rennwagen über 1500 cm³ (Auto Union)
- 1937 Bernd Rosemeyer, Rennwagen (Auto Union)
- 1939 Hermann Lang, Rennwagen (Mercedes-Benz)
- 1950 Fritz Riess, Formel 2 (AFM)
- 1951 Paul Pietsch, Formel 2 (Veritas Meteor)
- 1952 Rudolf Fischer, Formel 2 (Ferrari 500)
- 1953 Toulo de Graffenried, Formel 2 (Maserati)
- 1954 Karl-Günther Bechem, Sportwagen bis 1500 cm³ (Borgward)
- 1955 Juan Manuel Fangio, Rennsportwagen über 1500 cm³ (Mercedes-Benz 300 SLR)
- 1956 Walter Schock, Gran Turismo über 2000 cm³ (Mercedes-Benz)
- 1957 Hans Joachim Walter, Gran Turismo bis 1600 cm³ (Porsche 356)
- 1958 Wolfgang Seidel, Gran Turismo über 1600 cm³ (Ferrari)
- 1959 Wolfgang Graf Berghe von Trips, Formel Junior (Stanguellini-Fiat)
- 1960 Dennis Taylor, Formel Junior (Lola-BMC)
- 1961 Jo Siffert, Formel Junior (Lotus-Ford)
- 1962 Peter Warr, Formel Junior (Lotus-Ford)
- 1963 Gerhard Mitter, Formel Junior (Lotus-DKW)
- 1964 Jim Clark, Formel 2 (Lotus-Cosworth)
- 1965 Paul Hawkins, Formel 2 (Alexis-Cosworth)
- 1966 Jochen Rindt, Formel 2 (Brabham-Cosworth)
- 1967 Jochen Rindt, Formel 2 (Brabham-Cosworth)
- 1968 Chris Irwin, Formel 2 (Lola-Cosworth)
- 1969 Jackie Stewart, Formel 2 (Matra-Cosworth)
- 1970 Jochen Rindt, Formel 2 (Lotus-Cosworth)
- 1971 François Cevert, Formel 2 (Tecno-Ford)
- 1972 Jochen Mass, Formel 2 (March-Ford)
- 1973 Reine Wisell, Formel 2 (GRD-Cosworth)
- 1974 Rolf Stommelen, Tourenwagen (Ford Capri RS)
- 1975 Jacques Laffite, Formel 2 (Martini-BMW)
- 1976 Freddy Kottulinsky, Formel 2 (Ralt-BMW)
- 1977 Jochen Mass, Formel 2 (March-BMW)
- 1978 Alex Ribeiro, Formel 2 (March-Hart)
- 1979 Marc Surer, Formel 2 (March-BMW)
- 1980 Teo Fabi, Formel 2 (March-BMW)
- 1981 Thierry Boutsen, Formel 2 (March-BMW)
- 1982 Thierry Boutsen, Formel 2 (Spirit-Honda)
- 1983 Beppe Gabbiani, Formel 2 (March-BMW)
- 1984 – kein Eifelrennen –
- 1985 – kein Eifelrennen –
- 1986 Hans-Joachim Stuck, Sport Auto Supercup (Porsche 962C)
- 1987 Hans-Joachim Stuck, Würth Supercup (Porsche 962C)
- 1988 Bob Wollek, Supercup (Porsche 962C)
- 1989 Bob Wollek, Supercup (Porsche 962C)
- 1990 Steve Soper, DTM (BMW M3)
- 1991 Klaus Ludwig, DTM (Mercedes-Benz 190 E)
- 1992 Roland Asch, DTM (Mercedes-Benz 190 E)
- 1993 Nicola Larini, DTM (Alfa Romeo 155 V6 TI)
- 1994 Klaus Ludwig, DTM (Mercedes-Benz C-Klasse V6)
- 1995 Alexander Burgstaller, STW-Rennen (BMW 320i)
- 1996 Jörg van Ommen, DTM (AMG-Mercedes C-KL)
- 1997 Laurent Aïello, STW Rennen (Peugeot 406)
- 1998 Johnny Cecotto, STW Rennen (BMW 320i)
- 1999 – kein Eifelrennen –
- 2000 Manuel Reuter, DTM (Opel Astra V8 Coupé)
- 2001 Laurent Aiello, DTM (Abt-Audi TT-R)
- 2002 – kein Eifelrennen –
- 2003 Gianmaria Bruni, Formel 3000 (Lola-Zytek)
- 2004 Pierre Kaffer/Allan McNish, LMP1 (Audi R8)